# 余詠詩
余詠詩（英語：Yu Wing-sze，1976年4月16日—），是前香港賽馬會所屬見習騎師、副練馬師，曾跟隨練馬師賓康學藝。現任香港賽馬會所屬賀賢馬房助理練馬師（從化馬場）。

## 經歷
余詠詩1994年進入見習騎師學校，97年獲牌照委員會發給出見習騎師牌照，並獲派隸屬練馬師賓康馬房學藝，至1999年9月賓康因旗下馬匹禁藥問題被停牌後轉到梁定華馬房學藝。三年多的騎師生涯合共勝出19場頭馬，1997年1月1日，她策騎賓康馬房「香港繁榮」首次出賽。首場頭馬是1997年11月15日策黃汝安馬房的「進寶招財」，最後頭馬是梁定華馬房的「飛魚王」。2000年退居幕後任職高級策騎員，先後曾經多年擔任苗禮德、呂健威、麥菲文副練。麥菲文交還牌照後，轉任賀賢的二級助理練馬師。19/20馬季投效最後一年在港從練的約翰摩亞，恢復本身原有的副練身份。2021年6月，約翰摩亞在香港榮休後，余詠詩原被派往賀賢馬房擔任二級助理練馬師，但7月馬會作出修訂，將余詠詩的職位由二級助理練馬師修訂為助理練馬師（從化）。
二弟余健誠是前香港賽馬會所屬自由身騎師，三弟余健雄是前香港賽馬會所屬見習騎師，現任澳門賽馬會所屬自由身騎師。曾於1990年代香港女性騎師盛行時，與江碧蕙、鍾麗芳及簡慧榆並稱「馬圈四朵金花」。她亦曾出演2001年無綫電視劇集《勇往直前》。

## 在港策騎成績
| 年度        | 冠 | 亞 | 季 | 殿 | 第五 | 出賽次數 | 所贏獎金（港元） | 備註     |
| ----------- | -- | -- | -- | -- | ---- | -------- | ---------------- | -------- |
| 1996 - 1997 | 0  | 0  | 1  | 0  | 1    | 11       |                  | 策騎首季 |
| 1997 - 1998 | 2  | 3  | 7  | 5  | 4    | 73       |                  | 第2季    |
| 1998 - 1999 | 9  | 4  | 6  | 6  | 9    | 134      |                  | 第3季    |
| 1999 - 2000 | 8  | 6  | 4  | 3  | 6    | 136      |                  | 第4季    |
| 總計        | 19 | 13 | 18 | 14 | 20   | 354      |                  |          |